# Felzičnost
Felzičnost je izraz, s katerim se v mineralogiji in geologiji označuje silikatne minerale, magme in kamnine z veliko vsebnostjo lahkih elementov silicija, kisika, aluminija, natrija in kalija. Izraz je sestavljen iz angleških besed feldspar (kalijev glinenec oziroma ortoklaz) in silica (kremen, SiO2). 
Felzični minerali so običajno svetlo obarvani in imajo gostoto manjšo od 3 g/cm3. Mednje spadajo na primer kremen, sljude (muskovit), ortoklaz in natrijev plagioklaz. Najpogostejša felzična kamnina je granit.
Kot sinonim za felzičen se je včasih uporabljal izraz kisel, s katerim so označevali   kamnine z več kot 63 % SiO2. Izraz kisel se je opustil, ker temelji na napačni predpostavki iz 19. stoletja, da je silicij v mineralih in kamninah vezan kot silicijeva kislina. 

## Razvrščanje felzičnih kamnin
Da bi bila kamnina felzična, mora praviloma vsebovati več kot 75% felzičnih mineralov: kremena, ortoklaza in plagioklaza. Kamnine z več kot 90% felzičnih mineralov se lahko označujejo tudi kot levkokratske, kar pomeni svetlo obarvane. 
Felzit je petrološki izraz, s katerim se na terenu označuje zelo finozrnate (afanitske) svetlo obarvane vulkanske kamnine, ki se lahko po natančni kemijski in/ali mikroskopski analizi tudi preklasificirajo.
V nekaterih primerih lahko felzične vulkanske kamnine vsebujejo fenokristale mafičnih mineralov, običajno amfibola, piroksena ali glinencev, zato se mora tako kamnino poimenovati po njenih fenokristalih, na primer amfibolski felzit.
Felzične vulkanske kamnine se poimenujejo skladno z diagramom TAS.  Če se s kemijsko analizo ugotovi, da ima kamnina felzično sestavo, vendar je metamorfna in nima določenega vulkanskega protolita, je dovolj, da se jo označi kot felzični skrilavec. Poznani so tudi primeri granitov, ki so zaradi izjemno visokih strižnih obremenitev tako deformirani, da se lahko pomotoma zamenjajo z rioliti. 
Za faneritske felzične kamnine se za poimenovanje uporablja diagram QAPF. Imena se dajejo skladno z granitsko nomenklaturo. V ime so pogosto vključena imena mafičnih mineralov, na primer amfibolski granit ali piroksenski tonalit, ker ime granit že samo po sebi pove, da kamnina vsebuje glinence in kremen.
Felzične kamnine imajo glede na teksturo naslednja osnovna imena:
| Tekstura kamnine              | Ime felzične kamnine    |
| ----------------------------- | ----------------------- |
| Pegmatitska                   | Granitski pegmatit      |
| Grobozrnata (faneritska)      | Granit                  |
| Grobozrnata in porfiritska    | Porfiritski granit      |
| Finozrnata (afanitska)        | Riolit                  |
| Finozrnata in porfiritska     | Porfiritski riolit      |
| Piroklastična                 | Riolitski tuf ali breča |
| Mehurčkasta (vezikularna)     | Plovec                  |
| Mandeljnasta (amigdaloidalna) | -                       |
| Steklasta                     | Obsidian                |